# 線 (細川俊夫)
『線』（せん、Sen）は、日本の作曲家細川俊夫が1984年から1993年にかけて作曲した、様々な独奏楽器のための作品群である。

## 作品

### 線 I
『線 I』は、1984年に作曲されたフルートのための作品である。演奏時間は約13分半。
1985年6月30日に東京で甲斐道雄の演奏によって初演された。
1986年に改訂され、改訂版の初演はイギリスのロンドンで、アルメイダ国際現代音楽祭の一環として、ピエール=イヴ・アルトーの演奏によって行われた。

### 線 II
『線 II』は、1986年にサントリーホールの委嘱によって作曲された、チェロのための作品である。演奏時間は約13分。
1987年2月21日に東京で堤剛の演奏によって初演された。

### 線 III
『線 III』は、1988年に高田和子の委嘱によって作曲された、三弦のための作品である。演奏時間は約9分。
1989年4月8日に東京で高田の演奏によって初演された。

### 線 IV
『線 IV』は、1990年に「メッツ国際現代音楽の出会い」の委嘱によって作曲された、オルガンのための作品である。演奏時間は約12分。
1990年11月17日にフランスのメッツで「メッツ国際現代音楽の出会い」の一環として、ジグモント・サットマリーの演奏によって初演された。

### 線 V
『線 V』は、1991年にシュテファン・フッソングの委嘱によって作曲された、アコーディオンのための作品である。演奏時間は約10分。
1992年2月27日にドイツのヴィースバーデンでフッソングの演奏によって初演された。

### 線 VI
『線 VI』は、1993年に中村功の委嘱によって作曲された、打楽器のための作品である。演奏時間は約12分。
1993年9月24日にドイツのベルリンで、「ベルリン芸術週間」の一環として中村によって初演された。